# Kádár Imre (író)
Kádár Imre, Klein (Komárom, 1894. január 12. – Budapest, 1972. november 13.) költő, író, műfordító, szerkesztő, rendező, színigazgató, az Erdélyi Szépmíves Céh egyik alapítója. Izsáky Margit férje.

## Élete
Kádár Győző községi tanító és Kellner Gizella fia. Szülővárosában, a Szent Benedek rendi Főgimnáziumban érettségizett (1911). Főiskolai tanulmányait a budapesti egyetem jogi karán s a Keleti Kereskedelmi Akadémián folytatta, 1915-ben jogi doktorátust szerzett. Megsebesült az első világháborúban, bekapcsolódott a Galilei Kör munkájába. 1918-ban csatlakozott az októberi őszirózsás forradalomhoz, a tanácsköztársaság bukása után emigrált, és Kolozsvárt telepedett le. 1918. július 21-én Budapesten feleségül vette Faludy Erzsébetet, Faludy Adolf lányát.
Kolozsvárt a Keleti Újság főmunkatársa, a Napkelet (1920–22), a Kulissza (1922–23) című irodalmi és színházi lap szerkesztője, 1927-ben a Mai Világ című hétfői lap, 1928-ban a rövid életű Erdélyi Hétfői Hírlap főszerkesztője. Részt vett az Erdélyi Szépmíves Céh megalapításában, a Kolozsvár–nagyváradi Magyar Színház igazgató-rendezője (1933–40), a Kemény Zsigmond Társaság tagja.
1944-ben áttelepedett Magyarországra, a budapesti Református Teológián tanított 1948-ig, majd a budapesti rádió munkatársa, a román–magyar kapcsolatokkal foglalkozott. 1950-től a református egyház egyetemes konventjében a külügyi és a sajtószervező munkát végezte, ezután a budapesti teológián tanár (1952); 1958-tól az új évfolyammal megindult Theologiai Szemle szerkesztője. Utolsó éveiben az egyházi kapcsolatokat ápoló Felekezettudományi Intézetet vezette. 1958-tól fővárosi tanácstag volt.

## Munkássága
A század eleji avantgárd iskolákból kinövő szimbolizmus követőjeként jelentkezett szülővárosában megjelent első verseskötetével 1912-ben (Arany őszentsége), majd az Erdélyi Szépmíves Céh kiadásában 1925-ben megjelent versgyűjteményével is (Bujdosó ének) a romániai magyar irodalom formálásában jelentős szerepet játszó avantgárdot sugározta; ennek közvetítésében töltött be kiemelkedő szerepet a Keleti Újság és Napkelet írói táborában verseivel és novelláival. Mint drámaíró Az idegen, katona (1922), A százegyedik és az Éhségsztrájk (Erdélyi Helikon 1929/8) című egyfelvonásosaiban az expresszionizmus stílusjegyeit és demokratikus politikai elkötelezettségét mutatta fel. Az egyedi sorsot és élethelyzetet ábrázoló hagyományos cselekményépítéssel és jellemfestéssel szemben előtérbe kerül bennük az általános emberi szituációk és a lelki élet mozgásait irányító mélyebb törvényszerűségek feltárása; az ember belső világának kivetítésére Sigmund Freud tanítását hasznosította. Irodalom-és színikritikusként is ezt a művészetszemléletet támogatta. Írásaival eredeti alkotásokra ösztönzött, de Kaczér Illés, Tabéry Géza, Bárd Oszkár drámáit elemezve síkraszállt a stilizált színpadért is, mintegy megfogalmazva a naturalista beszűkítésekkel szemben egy korszerűség felé való nyitás módszertanát.
Nászrepülés (1927) és Fekete bárány (1930) című regényeiben lélektani problémákat vetett fel, s elemző módszerrel, találékony iróniával tudott rátapintani a művelt, kifinomult lelkekben mélyen meghúzódó nyersebb ösztönökre. Kezdettől fogva részt vett a helikoni munkaközösség szervezőmunkájában, ott volt található a 28 alapító tag között. Janovics Jenő után a Thália Rt. megbízásából a kolozsvári Magyar Színház igazgatója: sajátos játékstílust és drámát próbált kikísérletezni. Színházpolitikai felfogásának lényegére utal, amikor a Feketeszárú cseresznye bemutatását e szavakkal kísérte: "Hunyady Sándor sikere így sokkal jelentősebb esemény, mint egy kitűnő író egyéni érvényesülésének etappe-ja: a humánum szellemének egy győztes csatája a vak gyűlölség fantomja fölött [...] a transzilván csíra [hajtása]." Ebben a szellemben fordította le Ion Luca Caragiale, Ion Marin Sadoveanu, Ion Minulescu, Octavian Goga, Victor Eftimiu drámáit s adta ki a román népballadákat, dalokat és románcokat magyarul A havas balladái cím alatt 1932-ben.

## Művei
- Arany őszentsége (versek), Komárom, 1912
- Az idegen katona. Játék és pszichoanalízis 1 felvonásban; Lapkiadó Rt., Kolozsvár, 1922
- A százegyedik (dráma), Kolozsvár, 1922
- Bujdosó ének. Kádár Imre versei; ill. Kós Károly; Erdélyi Szépmíves Céh, Kolozsvár, 1925 (Erdélyi Szépmíves Céh I. sorozat)
- Nászrepülés. Regény; metszetek Kós Károly; Erdélyi Szépmíves Céh, Cluj-Kolozsvár, 1927 (Erdélyi Szépmíves Céh kiadványa. 1927. évi sorozat)
- A fekete bárány. Regény, 1-2.; Erdélyi Szépmíves Céh, Kolozsvár, 1930
- Szedjétek össze a maradékot. Mit követel az Ige a testi és lelki Izráeltől; előszó Bereczky Albert; Traktátus, Budapest, 1944
- Érdekből tértem át; Jó Pásztor, Budapest, 1946
- A magyar protestantizmus öt éve. 1945-1950; szerk. Fekete Sándor, Finta István, Kádár Imre; Református Egyetemes Konvent, Budapest, 1950
- Pákozdy László–Farkas József–Kádár Imre: Az Ige egyházának szolgálata a világban; Református Egyetemes Konvent Sajtóosztálya, Budapest, 1950

## Műfordításai
- Román drámaírók könyvtára öt kötetben. (Ion Luca Caragiale: Az elveszett levél, Octavian Goga: Manole mester, Victor Eftimiu: Prometheus, Ion Minulescu: A szerelmes próbababa, Ion Marin Sadoveanu: A métely)
- A havas balladái: román népballadák, dalok és románcok; ford. Kádár Imre; Erdélyi Helikon, Kolozsvár 1932